# São Sebastião do Anta
São Sebastião do Anta is een gemeente in de Braziliaanse deelstaat Minas Gerais. De gemeente telt 5.900 inwoners (schatting 2009).

## Aangrenzende gemeenten
De gemeente grenst aan Imbé de Minas, Inhapim en São Domingos das Dores.

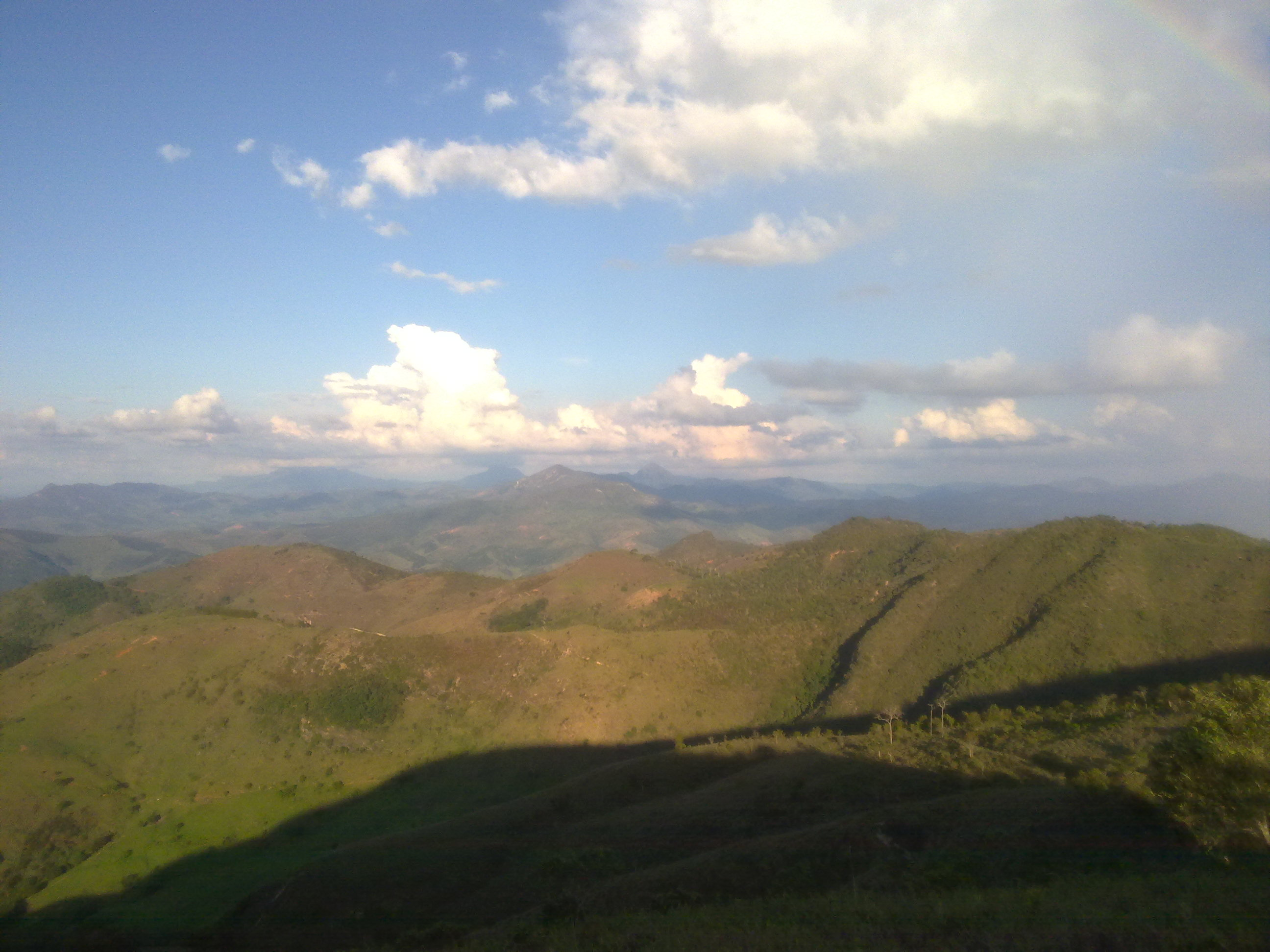
São Sebastião do Anta